# Dynamic Togolais
Dynamic Togolais (hay Dyto) là một câu lạc bộ bóng đá Togo có trụ sở ở Lomé.

## Sân vận động
Đội bóng chơi trên sân Stade Agoè-Nyivé và thỉnh thoảng dùng Sân vận động Kégué sức chứa 30.000 chỗ ngồi.

## Thành tích
- Togolese Championnat National: 6

1970, 1971, 1997, 2001, 2004, 2012
- Cúp bóng đá Togo: 3

2001, 2002, 2005

## Thành tích ở các giải đấu CAF
- CAF Champions League: 2 lần tham gia

1998 – Vòng Một
2002 – Vòng Sơ loại
- African Cup of Champions Clubs: 2 lần tham gia

1971 – Tứ kết
1972 – Vòng Hai
- CAF Confederation Cup: 3 lần tham gia

2004 – Vòng Sơ loại
2006 – Vòng Sơ loại
2011 – Vòng Sơ loại
- CAF Cup Winners' Cup: 1 lần tham gia

2003 – Vòng Một

## Cầu thủ đáng chú ý
- Thomas Djilan

- Zakari Cissé

- Lamidi Mikel Akinkunmi

- Messan Ametokodo
- Komlan Amewou
- Zaire Apaloo Anoumou
- Ayi Assiongbon
- Koffi Bossou
- Abbe Ibrahim
- Nsouhoho Mensah
- Adekanmi Olufade